# Trichosea
Genre
Trichosea est un genre d'insectes lépidoptères de la famille des Noctuidae.
En Europe ce genre ne comprend qu'une espèce : Trichosea ludifica (Linnaeus, 1758).
Hors Europe :
- Trichosea ainu (Wileman, 1911)
- Trichosea androdes (Prout, 1924)
- Trichosea champa (Moore, 1879)
- Trichosea diffusa Sugi, 1986
- Trichosea leucotaenia (Prout, 1924)
- Trichosea mjobergi (Prout, 1926)
- Trichosea nigricatena (Prout, 1922)
- Trichosea tamsi (Prout, 1924)